# LGBT symboly

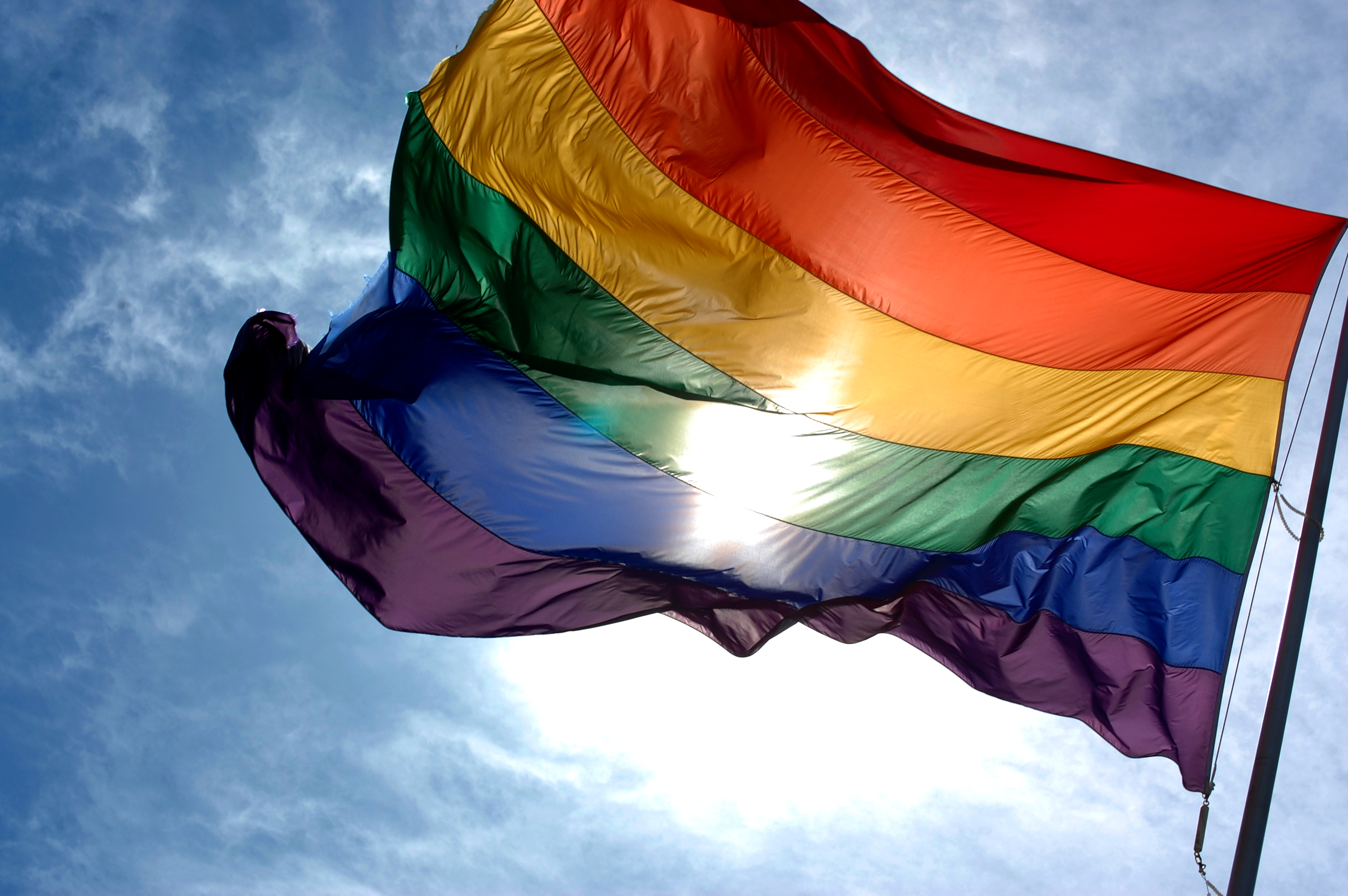
Duhová vlajka

V průběhu historie LGBT komunity přijaly za své různé symboly a ikony, jejichž účel byl identifikovat sama sebe a sjednotit se s jinými LGBT lidmi prostřednictvím společných nápadů, konceptů, kultury, ale také symbolů. Mezi běžně známé symboly patří růžový trojúhelník a charakteristická duhová vlajka.
Podle některých náboženských skupin, které otevřeně stojí proti homosexualitě, je duhová vlajka hluboce zakořeněna v jejich tradicích, nicméně zpravodajské gay organizace toto stanovisko odmítají.

## Trojúhelníkové odznaky
Mezi nejstarší symboly patří tzv. růžový trojúhelník, kterým byli označeni homosexuálové v koncentračních táborech za druhé světové války. Ten museli na svých šatech nosit v koncentračních táborech všichni homosexuální muži. Homosexuální ženy nebyly postihovány paragrafem 175 říšského zákoníku, který kriminalizoval mužskou homosexualitu, a v koncentračních táborech byly označovány obecnějším symbolem pro osoby s „asociálním“ chováním – černým trojúhelníkem. Homosexuální muži židovského původu byli označeni růžovým a žlutým trojúhelníkem.
Růžový trojúhelník a černý trojúhelník byli později některými gay a lesbami používány jako symboly hrdosti a na připomínku obětí nacistické perzekuce.
| Růžový trojúhelník                                                                                  | Černý trojúhelník | Růžový a žlutý trojúhelník |
| --------------------------------------------------------------------------------------------------- | --- | --- |
| | | |
| Dolů směřující růžový trojúhelník sloužil k označení homosexuálních mužů v koncentračních táborech. | Dolů směřující černý trojúhelník sloužil k označení „asociálních“ jedinců. Tato kategorie zahrnovala homosexuální ženy, nonkonformní osoby, sexuální pracovníky, Romy a další. | Dolů směřující růžový trojúhelník překrývající nahoru směřující žlutý trojúhelník sloužil k vyčlenění homosexuálních mužských vězňů, kteří byli Židy. |

## Vlajky

### Duhová
Americký aktivista za práva gayů Gilbert Baker navrhl duhovou vlajku hrdosti v roce 1978. Má být „symbolem naděje“ a svobody, alternativou k růžovému trojúhelníku. Vlajka nezobrazuje skutečnou duhu. Barvy jsou zobrazeny v horizontálních pruzích, s červenou nahoře a fialovou dole. Vlajka má representovat diverzitu gayů a leseb po celém světě. V originální osmibarevné verzi, růžová vyjadřovala sexualitu, červená život, oranžová zdraví, žlutá sluneční svit, zelená přírodu, tyrkysová umění, indigo harmonii a fialová duši.

Originální verze s osmi pruhy, navržená Glbertem Bakerem (1978)
Sedmipruhá verze bez růžového pruhu, odebranému kvůli nedostatku látky (1978-1979)
Aktuálně používaná, šestipruhá verze, bez tyrkysové barvy a s barvou indigo změnenou na královskou modrou

### Aromantičnost

Aromantická vlajka

Aromantická vlajka hrdosti se skládá z pěti horizontálních pruhů, které jsou, shora dolů: zelená, světle zelená, bílá, šedivá a černá. V tomto pořadí, barvy reprezentují aromantičnost, aromantické spektrum, estetickou přitažlivost, grey-romantiky s demiromantiky a spektrum sexuality.

### Asexualita

Asexuální vlajka

Asexuální vlajka hrdosti se skládá ze čtyř horizontálních pruhů, které jsou, shora dolů: černá, šedivá, bílá a fialová. V tomto pořadí, barvy reprezentují asexualitu, grey-asexuály, spojenectví a komunitu. Vlajka byla vytvořena v srpnu 2010, jako pokus komunity si vytvořit a zvolit vlajku.

### Bisexualita

Bisexuální vlajka

Bisexuální vlajka hrdosti sestává ze tří barevných pruhů, které jsou, shora dolů: magenta, fialová a královská modř v poměru 2:1:2. V tomto pořadí, barvy reprezentují homosexualitu, bisexualitu a heterosexualitu. Vlajku v roce 1998 navrhl Michael Page.

### Intersexualita

Intersexuální vlajka

Intersexuální vlajka hrdosti sestává z purpurového kruhu na žlutém pozadí. Žlutá barva reprezentuje androgyny, demigendery, agendry a další. Kruh symbolizuje celistvost a úplnost.

### Nebinarita

Nebinární vlajka

Nebinární vlajka hrdosti sestává ze čtyř barevných pruhů, které jsou, shora dolů: žlutá, bílá, fialová a černá. V tomto pořadí, barvy reprezentují osoby, co se identifikují nebinárně, nebinární osoby s více gendery, osoby s mužskými i ženskými gendery a osoby bez genderu. Vlajku v roce 2014 navrh aktvista Kye Rowan,

## Ostatní symboly

### Černý prsten (Ace ring)

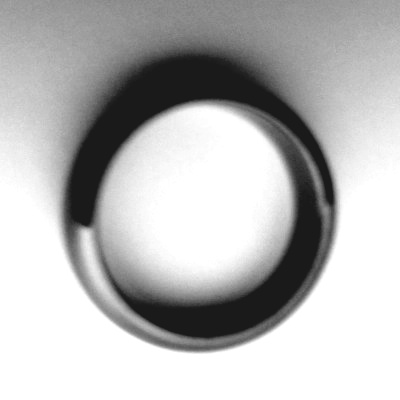
Černý prsten

Černý prsten (anglicky Ace ring) nošený na prostředníčku pravé ruky je symbolem, kterým se označují asexuální lidé. Používán je od roku 2005.

### Galerie

Labrys býval symbol pradávné mínojské civilizace, kde společnost byla jistého matriarchálního rázu. V současnosti reprezentuje feministickou a lesbickou sílu a soběstačnost.[15]
Lambda je řecké písmeno, které bylo vybráno po Stonewellských nepokojích jako symbol Gay Activists Alliance (GAA).
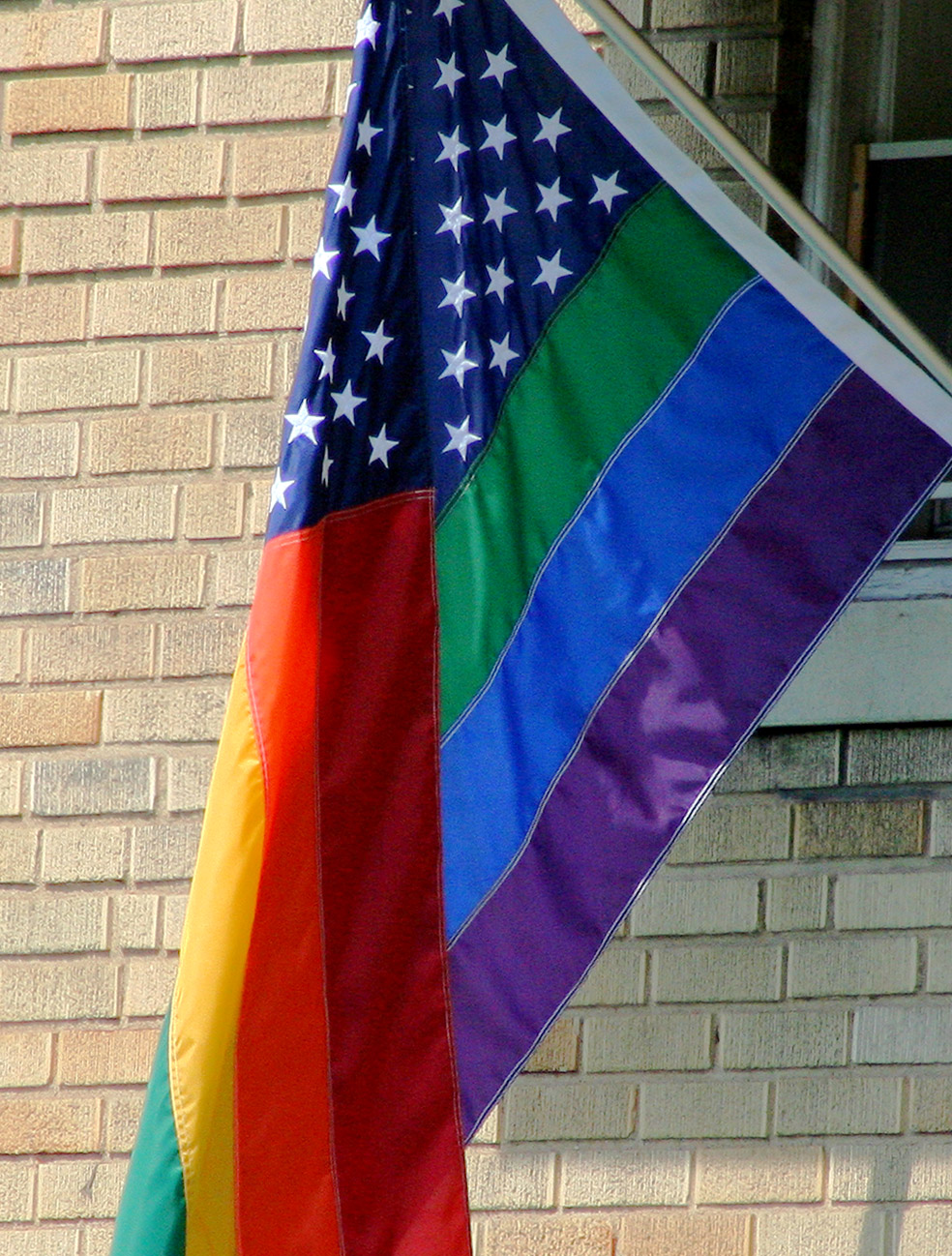
„Freedom flag“, založená na vlajce USA.